# Hédard Robichaud
Hédard Joseph Robichaud (2 novembre 1911 - 16 août 1999), est un homme politique canadien qui est ministre fédéral, sénateur et lieutenant-gouverneur du Nouveau-Brunswick.

## Biographie
Hédard Joseph Robichaud naît le 2 novembre 1911 à Shippagan, de Jean George Robichaud et Amanda Boudreau.
Il suit des études au Collège Saint-Joseph de Memramcook où il obtient un baccalauréat en 1931.
Il se lance en politique fédérale en 1952 comme candidat libéral dans la circonscription de Gloucester mais est battu. Il est toutefois élu à la Chambre des communes l'année suivante, le 10 août 1953, et sera constamment réélu jusqu'aux élections de 1965. Robichaud sera Ministre des pêches de 1963 à 1968 sous les gouvernements Pearson et Trudeau.
Il est ensuite nommé sénateur, représentant du comté de Gloucester le 28 juin 1968 jusqu'à sa démission le 8 octobre 1971.
Il devient alors la même année le 24e lieutenant-gouverneur du Nouveau-Brunswick, et le premier Acadien à occuper ce poste qu'il gardera jusqu'en 1981.
Il est fait Officier de l'ordre du Canada en 1985.
Il meurt à Bathurst le 16 août 1999.